# Tautogramm
Ein Tautogramm (aus griechisch ταὐτό tautó = zusammengezogen aus τό αὐτό tó autó ‚dasselbe‘) ist ein Text, in dem alle Wörter mit demselben Buchstaben beginnen. Das Tautogramm ist eine Sonderform der Alliteration. Tautogramme sind in unterschiedlichen Sprachen verschieden schwierig. Das Deutsche eignet sich eher wenig, andere Sprachen, wie z. B. das Lateinische, haben Häufungen von bestimmten Buchstaben am Wortanfang – hier ist es deutlich leichter, Tautogramme zu bilden. So sind aus dem Lateinischen viele Beispiele überliefert, das erste bereits aus dem 3. Jahrhundert v. Chr.

## Beispiele
- Veni, vidi, vici.
- Milch macht müde Männer munter.
- Wir Wiener Waschweiber würden weiße Wäsche waschen, wenn wir wüssten, wo warmes Wasser wär.
- Zehn zahme Ziegen zogen zwei Zentner Zucker zum Zoo.
- Fischers Fritz fischt frische Fische, frische Fische fischt Fischers Fritz.
- Kleine Kinder können keine kleinen Kirschkerne knacken.
- Fixe Fahrer fahren Fox.
- Zehn zotterte Zigeuner zudeln zum Zaun zubi (niederösterreichisch für Zehn zottelige Zigeuner urinieren an den Zaun).